# Hasarius berlandi
Hasarius berlandi là một loài nhện trong họ Salticidae.
Loài này thuộc chi Hasarius. Hasarius berlandi được Roger de Lessert miêu tả năm 1925.